# 멜랑콜리아

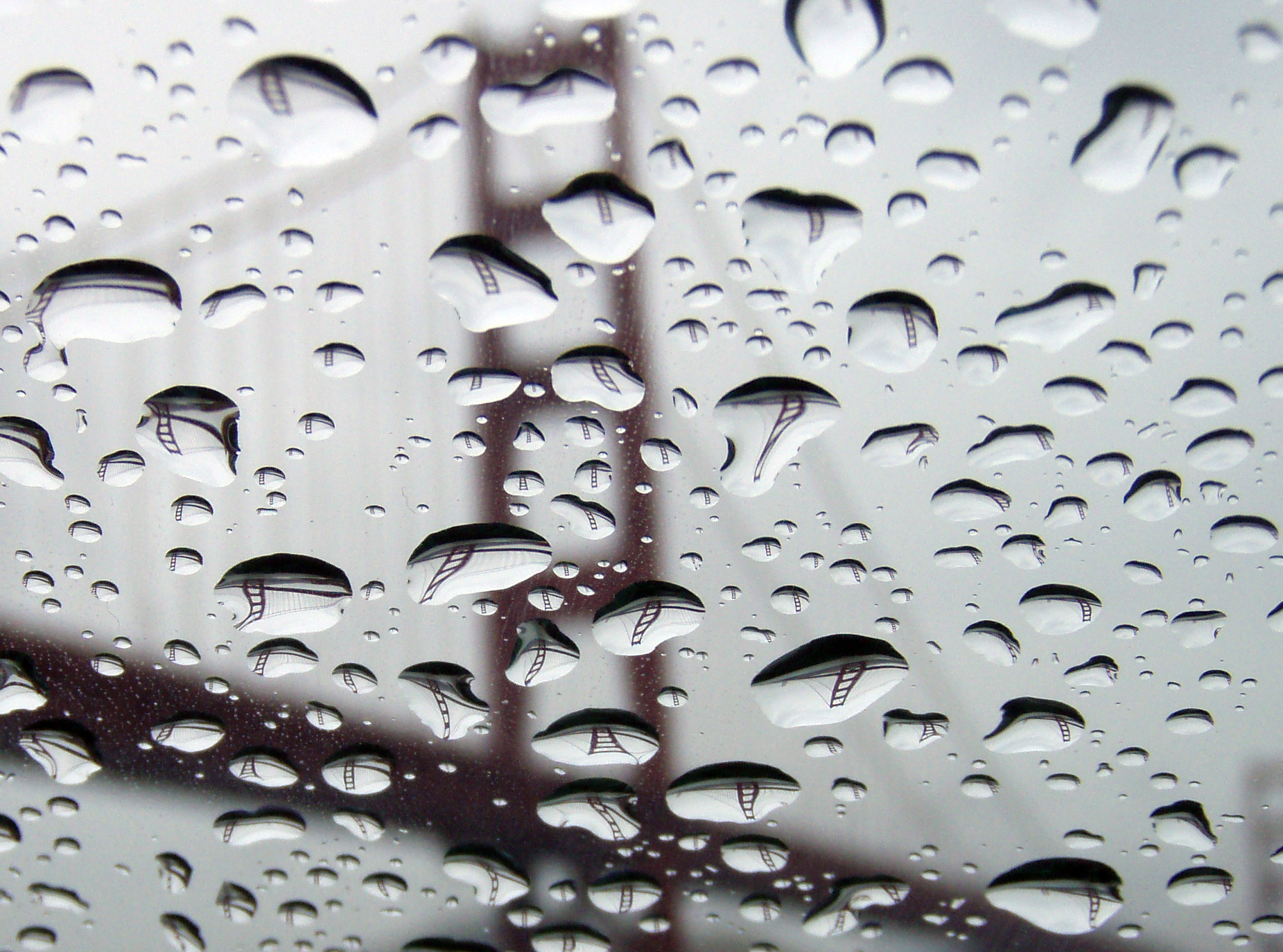
흐린 날씨는 흔히 우울한 감정을 불러일으킨다.

멜랑콜리아(Melancholia) 또는 멜랑콜리는 근심스럽거나 답답하여 활기가 없다는 점에서 기분이 언짢은 느낌 또는 반성과 공상이 따르는 가벼운 슬픈 감정을 말한다. 우울감과는 다르지만, 멜랑콜리한 감정이 오래 지속되어 생활에 지장을 줄 정도가 되면 우울감과 같은 증상으로 보는 경우가 많다.

## 역사

### 서양

#### 4체액설
4체액설은 철학자 엠페도클레스가 처음으로 주장한 4원소설에 근거를 둔다. 4원소설은 우주는 흙, 공기, 물, 불의 네 가지 원소로 이루어졌다는 주장이다. 현재 직접적인 문헌은 없으나, 엠페도클레스의 시 자연의 시에 일부분을 해설해 내용은 남았다. 한편 아리스토텔레스는 이를 4원소 가변설로 변형해 네 가지 원소 외에 물질의 특유한 성질인 건, 습, 온, 냉을 배합하여 만물을 형성한다는 주장을 했다.
4체액설은 아리스토텔레스 제자들이 처음 주장했다. 사람 몸은 물질 특유의 성질을 각각 가진 네 가지 체액으로 이루어졌고, 이것들이 균형을 이루면 건강하다는 학설이다.  네 가지 체액은 피, 점액, 황담즙, 흑담즙이다. 피는 뜨겁고 축축하며, 점액은 차고 축축하다. 황담즙은 뜨겁고 메마르며 흑담즙은 차고 메마르다. 4체액설에서 한 원소가 많을 때 반대가 되는 원소를 보충하는 방법을 좋은 치료법으로 주장했다. 또 각각 사람은 어느 한 가지 체액을 중심으로 균형을 이루며, 이 균형 방식이 개인의 체질을 구분한다는 일종의 고대 의학 이론이다.

#### 히포크라테스의4체액설

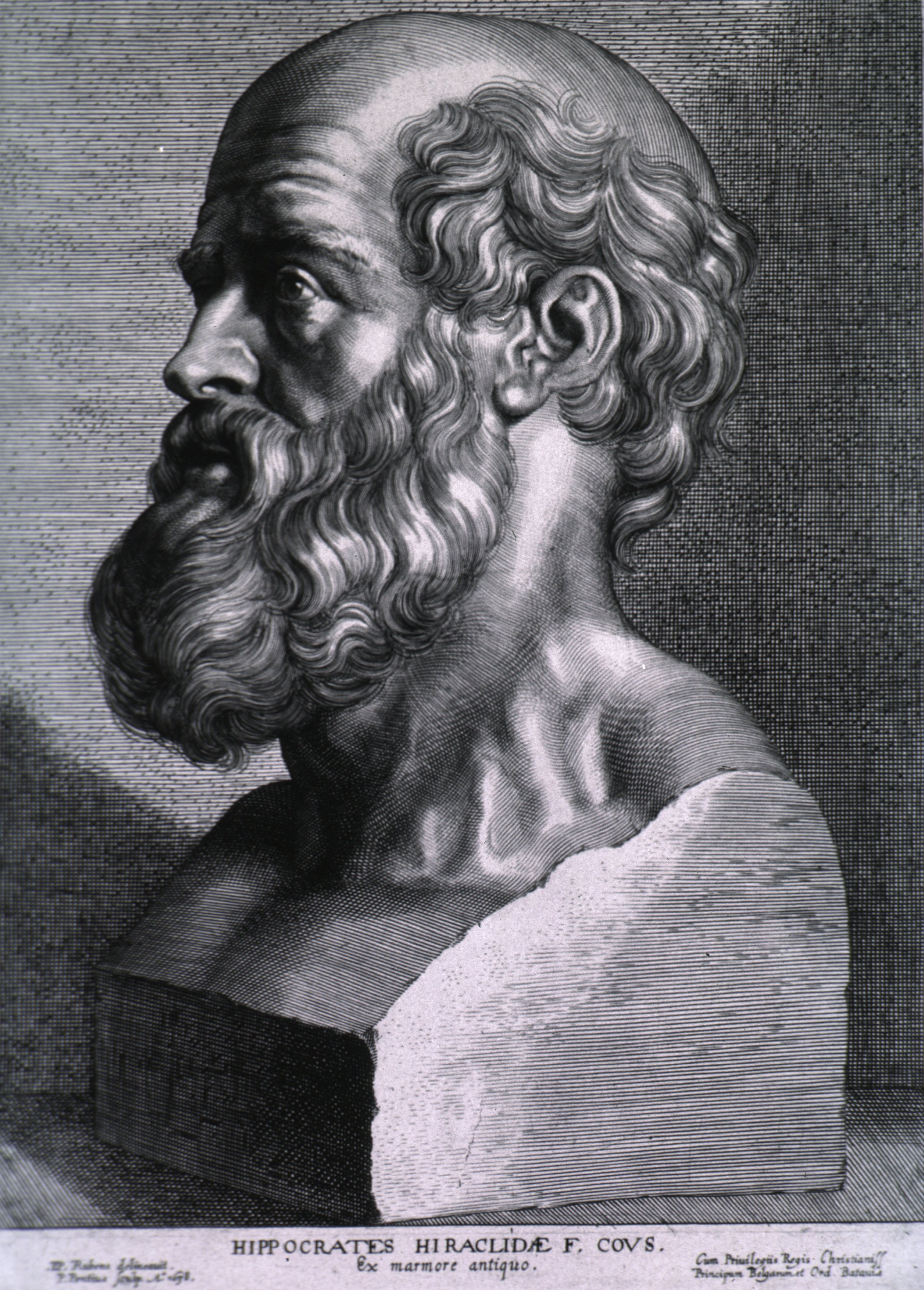
히포크라테스

그리스 의학자인 히포크라테스는 엠페도클레스의 4체액설을 정리했다. 이는 질병 원인을 액체(체액) 변화에서 찾는 액체 병리학 이론이다. 그는 인간이 체액(정액)에서 생겨나므로, 액체가 생명의 근원이라고 생각했다. 그래서 혈액, 담즙, 점액, 이 세 가지 체액이 사람 몸을 이룬다고 주장했다. 네 번째 체액은 물이었으나 후일 흑담즙으로 바꾸었다. 이들 네 가지 액체 조화가 굳건한 경우를 '에우크라지에'라고 불렀고, 반대로 그 조화가 깨진 경우를 '디스크라지에'라고 구분했다. 히포크라테스는 조화가 깨진 '디스크라지에'가 발생하면 병이 생긴다고 하였다.
오늘날도 히포크라테스 전집 《코르푸스 히포크라티쿰》은 높이 평가한다. 그의 의학이론에서 모든 체액을 만드는 장기가 체액마다 별도로 있다고 주장했다. 혈액은 심장에서, 점액은 머리에서, 담즙은 담낭에서, 물은 지라에서 만든다. 이 체액들은 음식물을 통해 항상 새로 보충하므로, 중요한 영향력이 있고, 질병은 체액이 남거나 모자라는 경우, 몸이 충격을 받거나 피로한 경우, 기압의 변화로 체액이 굳거나 녹아 다르게 변한 경우 생긴다고 설명했다. 공중 보건학 발전사에서 고대기(기원전~AD 500는 개인 위생을 중심으로 보던 시대였다. 그리스 히포크라테스는 사람과 환경의 부조화로 질병이 발생하며, 오염된 공기 같은 독기(毒氣)가 질병 원인이라고 분석하였다. 따라서 독기가 인간 몸에 들어가면 체액 분비 균형이 깨져 질병이 생긴다고 보았다.

#### 갈레노스의 의학

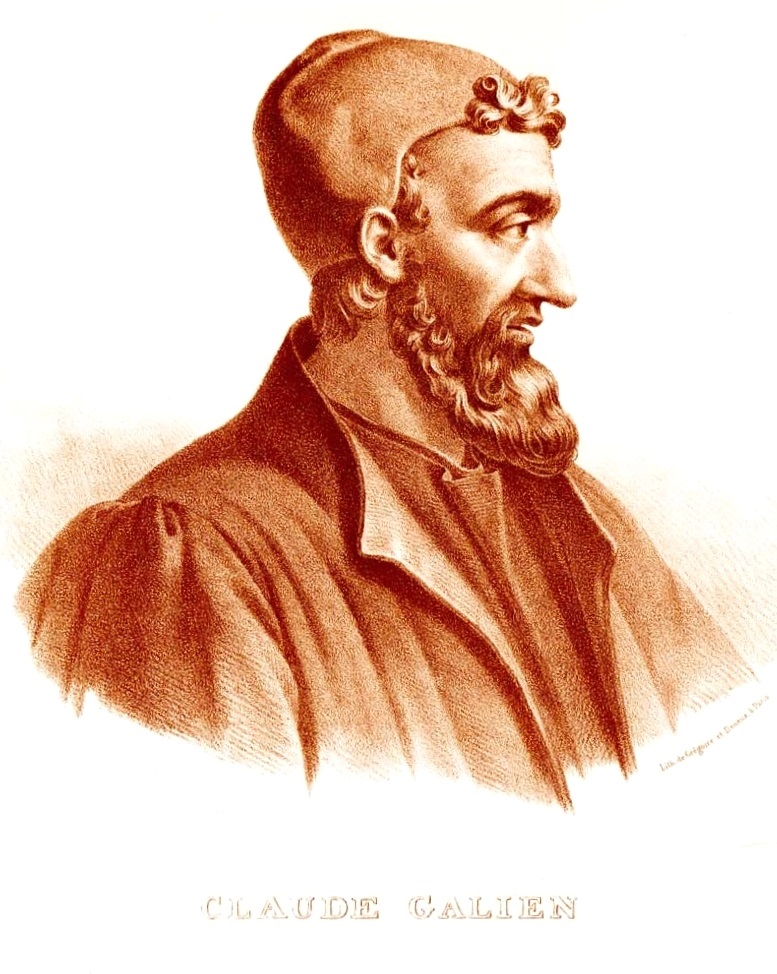
갈레노스

고대 그리스 의학자 갈레노스는 생리학 연구를 하며 각종 실험과 여러 동물을 해부하고 인체 구조에 관한 결론을 내렸으며 과학적 의학 기초를 닦았다. 저서인 《갈레노스 전집》은 히포크라테스 저서와 함께 의학계에 커다란 공헌을 하였다. 히포크라테스가 모든 경험을 중시한 의학론이라면 그와 반대로 갈레누스의 의학체계는 모두 목적론에서 출발한 의학론이었다. 목적에 부합하는 자연현상으로 그의 의학 이론 근거로 삼았다.
그는 4체액설을 다시 정리하여 가장 올바른 의학 이론이라 전파하였다. 그의 영향력은 고대 그리스부터 중세에까지 거의 절대적이었다. 4체액설은 1,500년동안 서양 의학계의 정설로 자리 잡았다. 변하지 않는 진리로 4체액설을 믿는 의사들의 치료법은 단순했다. 모든 병에 부족해진 체액을 보충하는 음식을 섭취하도록 했고, 너무 많아져서 균형이 맞지 않은 체액을 뽑아내게 했다. 그러나 18세기 후반 모르가니가 사체해부를 근거로 신체 장기의 국소적 변화가 일어나 임상증상이 나타나는 과정을 증명한 이후로 서양 의학에서 액체병리학설을 부정했다. 19세기 중반 모든 치료법 효과를 수학적으로 검증하는 개념을 도입한 이후 액체 병리학 치료법은 사라졌다.
몸 일부분이 다치는 상해나 외부 감염으로 질병이 생긴다는 사실을 밝히자 네 가지 체액설은 쇠퇴하였다. 질병은 체액 부조화라는 갈레노스 이론과 반대로 16세기 해부학자 베살리우스부터 17세기 생리학자 하비, 18세기 병리학자 모르가니까지 과학자들이 실험과 관찰로 질명원인을 상해나 외부 감염 등이라고 증명하였다. 과학적 연구는 절대적이었던 갈레노스 고정관념을 깨뜨렸다. 
비록 근대 과학과 다르다고 하지만 갈레노스 주장은 의학 역사에서 특히 의미가 있다. 고대 그리스 의사들은 주술적 원인이나 죄로 질병이 생긴다고 보았고, 그들의 치료나 처치는 주술사와 그리 다르지 않았다. 그와 달리 갈레노스는 그리스 자연철학을 바탕으로 질병은 주술이나 죄가 아니라, 네 가지 물질(체액) 변화에 따른 신체 변화라고 주장했다. 그는 그리스 의사들과 완전히 다른 시각에서 질병을 설명하는 '물질이 근거'인 질병 가설을 세웠다. 이로써 인류 최초로 질병 원인을 주술적 대상이 아니라 이성적으로 신체 구성 물질을 분석할 대상으로 설명하였다. 
물질이 근거인 질병 가설, 갈레노스 이론은 역설적으로 근대 의학 이론을 세웠던 16세기 베살리우스와 17세기 하비, 18세기 모르가니가 질병에 물질을 분석하는 과학적 접근이 가능하도록 길을 열어주었다. 또한 고도로 발달한 현대 의학이 지금까지 발전했던 계기 역시 물질로 질병을 설명하는 갈레노스 이론, '네 가지 체액설'이었다.

#### 기질
기질이란 감정적인 경향이나 반응에 관련한 성격의 한 측면이다. 일반적으로 성격을 이루는 유전적 ·생물학적 기반을 말하며, 특히 생화학적 변화와 신진대사로 설명한다. 일상적으로 기질을 성격과 거의 같은 의미로 쓰나, 학술적으로 인격의 의지적 측면을 성격, 감정적 측면을 기질로 구별한다.
히포크라테스는 체액을 혈액, 점액, 담즙, 흑담즙으로 나누고 이 4가지가 적당한 비율이 아니라 어느 하나가 많거나 적으면 지배적인 체액에 따라 기질이 결정된다고 보았다. 이 주장은 실증적 근거는 없다. 그러나 이 분류는 근대 내분비학을 적용한 기질연구로 이어진다. 기질 유형의 실증적 연구는 E. 크레치머의 연구 결과가 대표적이다.
이러한 접근으로 인간 개인이 타고난 성품의 결합체로 유전적으로 형성되는 기질과 여기에 개인이 후천적으로 훈련하여 발달하는 성격을 개념화하였다. 성격학은 성격연구를 과제로 삼는 학문으로 그리스의 아리스토텔레스의 성격론, 히포크라테스의 기질론 등과 같은 체액가설로부터 F.갈의 골상학, L.클라게스의 필적학 등 인상 ·골상 ·필적 등의 특징에서 성격을 분류하려는 데 이르기까지 여러 가지가 있다. 근대성격학을 크게 나누면 유럽의 유형학적 연구와 미국을 중심으로 한 성격특성론이 있다.

##### 다혈질
혈액이 지배적인 체액일 때 나타나는 기질로서 성격이 겉으로 드러나며 외향적인 경우가 많다. 보통 먼저 대화를 시작하고 즉각적인 반응을 드러내며 감정의 변화가 심하다. 큰 소리로 웃거나 대화를 주도하여 주목받는 것을 즐기며 웅변이 뛰어나다. 주변 사람과 사물에 대해서 늘 호기심을 가지며 환경에 잘 적응하는 편이다. 낙천적이어서 좌절하거나 미래에 대하여 두려움을 갖지 않으며 쉽게 과거를 잊는 경우가 많다. 끊임없이 여러 가지 계획을 세워 추진한다. 첫인상이 좋아 사교적이고 다른 사람들에게 진실한 마음을 가지려 한다.

##### 담즙질
담즙이 지배적인 체액으로서 스스로 결정하는 성향이 강하고 자신의 능력에 확신을 가지며 매우 진취적이다. 자신이 원하는 방향으로 계획을 추진하며 분석적으로 추정하기보다 직관으로 결정한다. 일에 차질이 생겼을 때는 재빨리 대처하며 단호하게 처리한다. 모든 일을 낙천적으로 생각하여 한번 일을 계획하면 불가능한 상황이어도 쉽게 바꾸지 않는다. 다른 사람들의 생각에 그다지 영향을 받지 않으며 남들이 동의하지 않아도 계속 매진하므로 자기 과신에 빠지기 쉽다. 모험심이 강하여 어려움에 처할수록 더욱 더 고무된다. 급하고 화가 많으며 적극적이고 의지가 강하다.

##### 점액질
이 기질이 우세한 사람은 자극에 대해 멍하고 둔하여 흥분하거나 격분하는 일이 적고, 활발하지 못하지만 일단 일을 시작하면 의지가 강하고 인내력이 있다. 독일의 철학자 칸트에 의하면 점액질은 담즙질과 함께 혈액의 온도로 분류하면 냉혈에 속한다. 독일의 심리학자인 분트는 느리고 약한 것을 점액질이라고 하였다. 냉정하며 근면하고 감정의 동요와 변화가 적고 무표정하며 끈기가 있다.

##### 흑담즙질
우울질이라고도 하는데, 흑담즙이 지배적인 경우로서 여러 기질 가운데 가장 신중하고 민감하며 일반적으로 지능지수가 높다. 음악·미술·운동 등의 예술 분야에 뛰어나다. 잘 감동하고 상처받기 쉬우나 사려 깊으며 가치 있고 유익하며 창조적인 생각을 해낸다. 분석력이 뛰어나고 잠재적인 문제점을 끄집어내며 완벽주의자적인 성향이 있다. 앞에 나서기보다는 뒤에서 일하기를 즐긴다. 때로 자신을 따르는 사람들을 위하여 헌신하려는 욕구가 있어 매우 희생적인 삶을 선택하기도 한다. 과식·게으름 등 자신의 편안함을 쫓지 않는다. 정해진 시간과 자신이 세운 높은 수준을 지키기 위하여 늘 일에 매달린다. 큰 일을 해내고 나면 몸과 마음이 탈진하여 깊은 좌절감에 빠지기도 한다.

### 동양

#### 오장육부론
동양에서는 인체 구성을 여러 차원에서 바라보는데 정, 기, 신이 인체를 운용하는 원리적인 측면에서 바라본 것이라면, 오장육부는 인체를 실체적인 구성의 측면에서 바라본 것이다. 동의보감에서는 오장육부가 몸의 기본이자 의학의 기초임을 밝히고 있다.
오장은 간장 · 심장 · 비장 · 폐장 · 신장, 육부는 대장 · 소장 · 쓸개 · 위 · 삼초 · 방광 등을 말한다. 장은 내부가 충실한 것, 부는 반대로 공허한 기관을 가리킨다. 삼초는 해부학상의 기관은 아니며, 상초·중초 ·하초로 나뉘어 각각 호흡기관 ·소화기관 ·비뇨생식기관을 가리킨다. 한의학의 고전 《황제내경》의 〈소문편〉에 “오장은 정기를 간직하여 쏟아내지 않고 차서 실하지 아니하며, 육부는 소화물을 전하여 간직하지 않고, 실해서 차지 않는다. 이것은 물이 입으로 들어가면 위가 실하고 장이 허해지며, 음식물이 내려가면 장이 실하고 위가 허해진다. 그러므로 실해서 차지 않고, 차서 실하지 아니하다”라고 하였다. 또 장부를 오행에 맞추어 음양오행설이라는 동양적인 자연철학으로 기능적인 상관관계를 설명하고 있다. 보통은 뱃속 ·마음속 ·몸속 등의 뜻으로 쓰인다.
한의학에서는 오장의 크기와 위치에 따라 사람의 성격이 다음과 같이 달라진다고 본다. 간 큰 사람, 담 큰 사람의 유래도 여기서 비롯된다. 동의보감에서는 오장과 사람 성격의 관계를 다음과 같이 말한다. 이런 내용에는 심리적인 요인을 몸의 물질적인 토대로 설명하는 심신 일원론적인 사고가 깃들어 있다.
오장이 모두 작은 사람은 매사에 노심초사, 시름과 근심이 많다. 반면에 오장이 모두 큰 사람은 일을 천천히 하고 여간 해서는 걱정하지 않는다. 오장이 원래 위치보다 높게 있는 사람은 잘난 체하고, 원래 위치보다 낮게 있는 사람은 남의 부하가 되기를 좋아한다. 오장이 다 튼튼하면 앓지 않고, 오장이 다 약하면 항상 앓는다. 또 오장이 모두 똑바로 놓여 있으면 성격이 원만하여 인심을 얻고, 오장이 모두 비뚤게 놓여 있으면 마음이 바르지 않아 도적질을 잘 하며, 또한 저울질을 시켜서는 안 되는데 이는 말을 자꾸 뒤집기 때문이다.

#### 음양오행론

음양오행론

동양의 철학적 개념인 음양오행은 인간의 생성과 소멸이 우주의 순환 이치와 같다고 본데서 출발한다. 태양과 수성, 목성, 화성, 토성, 금성이 달이 지구와 멀고 가까워질 때 생기는 변화 속에서 우리는 그 영향을 받는다는 것에서 기인한 것이다. 과거 철인들은 음과 양, 그리고 오행을 만들어 철학적인 학문을 전성케 하였다. 오행에는 음양이 함께 있어서, 서로 맞물려 돌아가고 있으며, 자연의 원리를 이해하게 되면 곧 인간을 이해할 수 있는 지혜가 여기에 있는 것이다. 한편, 동양 철학에서는 '무한'을 나타내는 태극이 음양으로 분리되어 이들의 상호 작용이 세상을 구성하는 것으로 보았다.
도교 경전 『태을금화종지』에 심취했던 카를 융은 우주의 시작인 혼돈에서 ‘서로 다르면서도 한 쌍을 이루는’ 음양이 비롯되어 삼라만상이 펼쳐진다는 내용에 주목했다. 상반되는 듯 보이는 음과 양이 실은 상호보완적 구조를 이루는, 즉 같은 원리의 두 모습이기 때문이라는 것이다. 그 책에 대한 오랜 연구 끝에 카를 융은 낮과 밤, 슬픔과 기쁨, 그리고 행복과 멜랑콜리도 음과 양처럼 실제로는 하나임을 발견했다. 그러므로 멜랑콜리는 제거 대상이 아니라, 즐거움과 통찰이 솟아나는 자궁이라고 주장했다. 그는 한 발 더 나아가 신성과 인성을 함께 갖춘 ‘멜랑콜리의 예언자’ 예수는 부활을 통해 서로 반대되는 요소들을 모두 녹이고 합쳐 음양처럼 상호보완적 요소를 만들어냈다고 말했다.
물은 차갑고 아래로 흐르는 특성이 있고 지혜롭고 유동적인 추상적인 생명력과 원동력을 상징한다. 사주에 많으면 고집이 센 반면 남에게 베푸는 일을 잘하게 된다. 적으면 성격은 독단적이 되며 매사 반복됨이 많고 용기가 적고 계획성이 없다. 나무는 굽고 곧은 것이 특징이고 자라남을 뜻하며 뻗어나가려는 성질을 가지고 있다. 많으면 고집이 세고 성격이 꼿꼿하고 출세욕이 특유나게 강하다. 불은 타오르는데 위로 퍼지면서 올라가는 것을 뜻하며 자연계의 모든 형상 중에서 물질을 용해하여 변화시키는 작용을 하게 된다. 성격이 급하고 활발함과 솔직함을 간직하고 있다. 흙은 모든 것을 중화시키는 도량역할을 하며 자기 몸을 헌신해 생물을 자라게 한다. 음기를 가진 흙은 순종적이고 온화한 부드러운 면이 있는 반면, 양기를 가진 흙은 우둔하고 신의가 있다. 쇠는 한랭하며 싸늘하고 나무처럼 포근한 느낌이 없는 반면 예리하고 날카로운 무사의 칼날처럼 결단력이 있으며 두려움이 없다. 빛을 내는데 있어 주저함이 없고 변화무쌍한 성질로 우리 인류사회에도 적지 않은 발전을 주었다.
음양오행이 가장 적당하려면 오행이 각각 2개씩 있는 정도로 언급을 했다. 사주에서 음양목, 화, 토, 금, 수의 오행이 각각 2개씩 정도 있으면 10자가 되는데 것이 가장 좋다면 사주는 팔자로서 2자가 모자라게 된다. 따라서 사주에 모자라는 오행을 채우기 위해서는 우선 그 오행에 필요한 것들을 하나씩 보충해 나가는 것이 최선이다. 인생이 완벽할 수가 없는 것이 바로 이런 점에서 하는 이야기이다. 누구나 장단점이 있기 마련인데 다만 어느 부분이 부족한가에 차이가 있을 뿐이다.

#### 사상체질과사상의학
사람마다 오장육부의 허와 실이 달라 분류된 네 가지 체질로 정의하며 사람마다 체질이 다르니 그에 따른 병적 원인과 치료도 달라야 한다는 것이다. 사상체질은 이제마가 《동의수세보원》에 기록한 내용으로, 인간의 체질을 각각 태양인과 태음인, 소양인, 소음인의 네 가지로 분류한 것을 말한다. 체질은 본래 가지고 태어난 신체적인 특징과 정신적인 특징, 그리고 여러 가지 다른 특성을 지닌 개념인데, 확률적으로 확실히 구분되는 네 가지로 나눈 것이다. 그러나 누구든지 한쪽 체질에만 완벽하게 속하는 것은 아니며, 후천적으로 개선할 수도 있다.
체질을 결정하는 요소는 선천적으로 결정되므로 부모와 조상의 특징을 생김새와 성품에서 질병의 경향에 이르기까지 전하여 받는 것과 심신의학적인 면 그리고 체질의학적인 면이 있다. 이는 주로 치료면에 있어서 체질에 따라 그 특징이 차이가 있으므로 그 체질적 차이를 감안하여 동일한 병이라 하여도 치료방법을 다르게 적용할 필요가 있다는 것이다. 다소 난해하여 오랜간 연구되지 않았으나, 오늘날에는 대체의학의 하나로 인정받고 있으며 질병관리·식이요법·학습관리 등에 유용하게 활용된다. 오늘날 한의학에서도 사람의 체질을 사상, 곧 태양·태음·소양·소음으로 나누고 있다. 인간은 자신의 체질에 따라 성격이나 심리상태, 음식, 내장의 기능, 약리 등이 서로 다르기 때문에 같은 병이라도 그 체질에 따라 약을 달리 써야 그 효과를 극대화 할 수 있다는 것이다. 병자의 체질에 근본을 둔 것이 가장 큰 특징으로 현재에도 실효성이 높다고 한다.

##### 태양인
폐가 크고 간은 작으며 가슴 윗부분이 발달한 체형이다. 목덜미가 굵고 실하며, 머리가 크다. 대신 허리 아랫부분이 약하며, 엉덩이가 작고 다리가 위축되어 서있는 자세가 안정되어 보이지 않는다. 다른 사람과 사교하는 데 소통을 잘하는 장점이 있고, 과단성이 있어 사회적 관계에 유능하다. 태양인은 소변량이 많고 잘 나오면 건강하다. 입에서 침이나 거품이 자주 나오면 병이 된다. 담백한 음식이나 간을 보하고 음을 만들어 주는 식품이 맞다. 지방질이 적은 해물류나 채소류가 좋으며 병에는 오가피장척탕이나 미후등식장탕이 좋다.

##### 태음인
간이 크고 폐가 작으며 허리 부위의 형세가 성장하여 서있는 자세가 굳건하다. 반면에 목덜미 기세가 약하다. 키가 큰 것이 보통이고 작은 사람은 드물다. 대개는 살이 쪘고 체격이 건실하며 간혹 수척한 사람도 있으나 골격만은 건실하다. 성격은 꾸준하고 침착하며 무슨 일이든 시작한 일, 맡은 일을 이루어 성취하는 데 장점이 있으며 어느 곳에서나 잘 적응하는 재간이 있다. 태음인은 땀구멍이 잘 통하여 땀이 잘 나오면 건강하다. 호흡기와 순환기 기능이 약해서 심장병 ·고혈압 ·중풍 ·천식 등에 걸리기 쉽고 지방질이 많은 식품은 좋지 않다. 고단백질의 식품이 좋고, 채소류 ·해물류가 좋고, 자극성 있는 조미료나 닭고기 ·개고기는 해롭다. 병에는 청폐사간탕이나 태음조위탕을 복용하는 것이 좋다.

##### 소양인
비대신소하며 가슴이 성장하고 충실한 반면 엉덩이 아래로는 약하다. 상체가 실하고 하체가 빈약하며 앉은 모습이 외롭게 보인다. 말하는 것이나 몸가짐이 민첩해서 경솔하게 보일 수도 있고 눈에 정기가 있고 입술은 엷으며 턱은 뾰족하고 성격은 급하면서 쾌활하다. 굳세고 날랜 장점이 있고, 일을 꾸리고 추진하는 능력이 뛰어나다. 양인답게 굳세고 강인함도 있고 적극성도 있어서 어떤 일을 착수하는 데 어려워하지 않는다. 소양인은 대변이 잘 통하면 건강상태이다. 비뇨기 ·생식기 기능이 약하며 일반적으로 배추 ·오이 ·보리 ·밀 ·녹두 ·해삼 ·돼지고기와 찬 음식이 맞고, 더운 음식과 기름기 많은 음식을 피하는게 좋다. 병에는 양격산화탕 ·육미지황탕 ·양독백화탕 ·형방패독산 등을 많이 사용한다.

##### 소음인
신대비소하며 엉덩이가 크고 앉은 자세가 크나 가슴둘레를 싸고 있는 자세가 외롭게 보이고 약하다. 보통은 키가 작으나 드물게 장신이 있고 상체보다 앞으로 수그린 모습을 하는 사람이 많다. 유순하고 침착하며, 사람을 조직하는 데 능하다. 마음 씀씀이가 세심하고 부드러워 작은 구석까지 살펴서 계획한다. 소음인은 음식소화만 잘 되면 건강하고 먹는 양도 적고 빙과류 같이 찬 것이나 생맥주 같은 것을 먹으면 설사하기 쉽다. 고추 ·파 ·마늘 ·감자 ·미나리 ·닭고기 ·명태 ·개고기 ·대추 등과 더운 음식, 매운 음식을 좋아하며 찬음식을 싫어한다. 병에는 십전대보탕 ·향사양위탕 ·보중익기탕 ·곽향정기탕 ·소합향원 등이 있다.

## 멜랑콜리의 의미변화

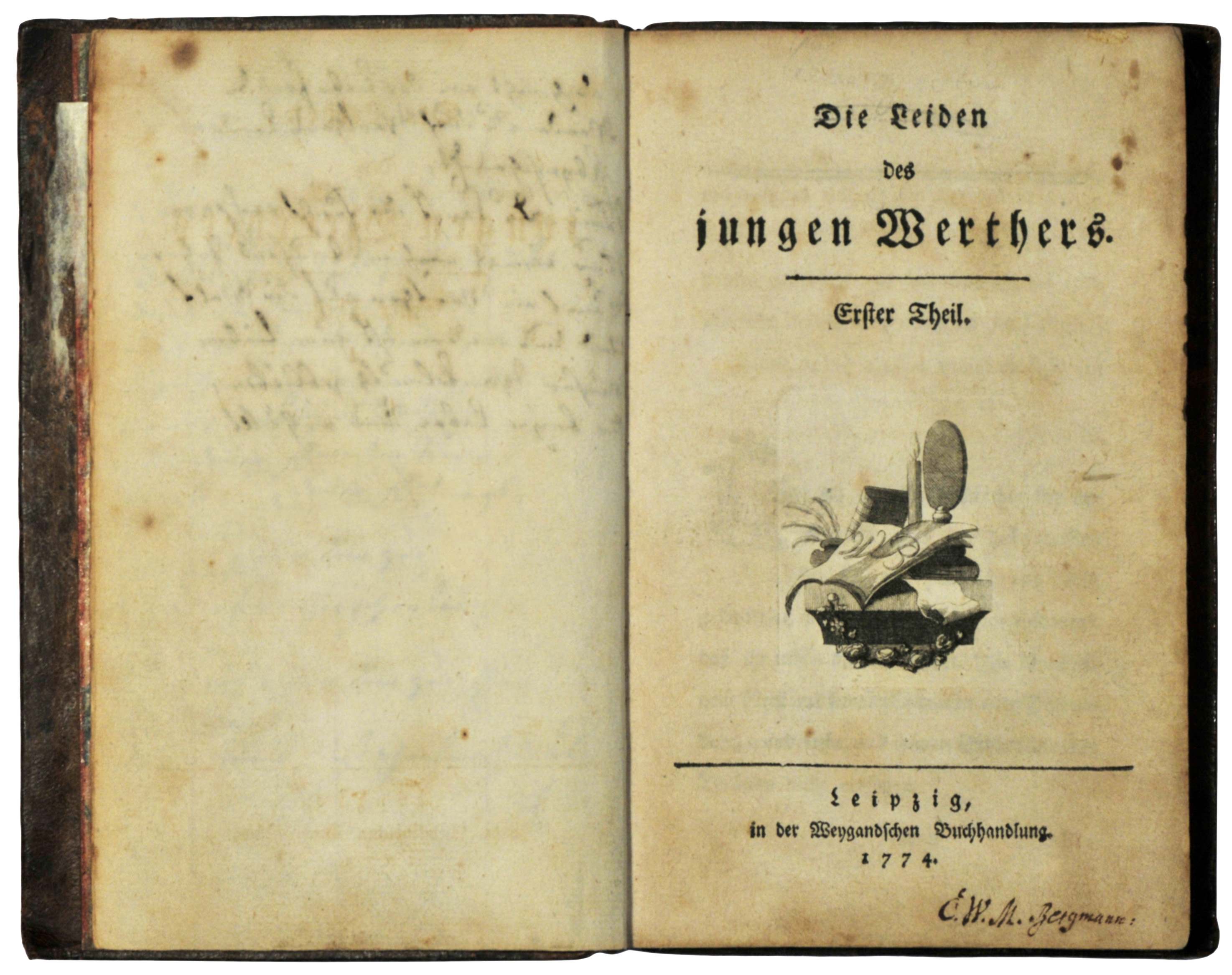
젊은 베르테르의 슬픔 초판

세자르 피에르 리슐레는 1681년에 간행된 프랑스어 사전에서 “어리석음이 ‘무분별’, ‘착란’을 의미하는 이상, 어리석음과 멜랑콜리는 동일한 것이다”라고 기재하고 있으며 현재 영어 사전에는 장기적이고 흔히 이유를 알 수 없는 우울감 혹은 비애라고 설명한다. 4종의 체액 중에 언제나 우위를 차지하고 있다는 것이 흑담즙으로 흑담즙이 많은 체질이 바로 멜랑콜리의 체질이다.
멜랑콜리에 대한 부정적 평가는 이미 중세부터 시작되었는데, '아케디아'라고 불리던 이것은 신에 대한 대역죄에 속하는 것이었다. 즉, 멜랑콜리한 사람은 신적 의미가 가득한 세계질서에 위협적인 존재였다. 그들은 비관론을 표방하고, 기성질서에 대한 반대, 기존의 사회적 합의를 깨는 훼방꾼으로 여겨졌고, 이는 계몽주의의 시대에 역시 극단적인 반대에 부딪히는 인간 본성의 하나였다.
멜랑콜리라는 개념은 우울의 병과 그 기저에 있는 우울의 기질이라는 두 개의 국면을 함께 가지며, 히포크라테스 시대에도 완전히 구분해서 사용한 형적은 없다. 어쨌든 멜랑콜리는 토성의 지배를 받고 흙에 가까운 이 체질은 움직이려 하지 않고 수동적이며, 나태하다. 그 비생산성으로 인해서 정신박약과 함께 가장 일찍 정신병 때문에 소외되고, 또한 기질로서도 그 음험함이나 활발하지 않음으로 사기질 중에서 가장 가치가 낮은 것으로 보았다.
그러나 정신의학이 근대의학 분야로 정착되는 19세기에 멜랑콜리는 의학분야에서 디프레션, 즉 우울증으로 대체되며 의미가 분리되며 20세기 작가이자 문화이론가 수전 손택은 멜랑콜리에서 매력을 뺀 것이 우울증이라고 표현하기에 이른다. 멜랑콜리는 15세기 후반부터 매우 다른 의미를 가지게 되었는데, 르네상스 시대에 마르실리오 피치노와 같은 학자에 의해서 창조적 상상력을 가진 천재의 특성으로 간주되어 우울은 예술가의 창조적 능력과 관계되는 것으로 간주되었다. 르네상스 이후에 인문주의 정서가 팽창하면서 사회적 질서가 재편되는 시기가 도래했기 때문이다.
피치노는 '인간의 세 가지 삶에 대하여'에서 인간의 기질이나 건강은 천체에 의해 좌우된다고 하며, 멜랑콜리한 사람은 토성의 기운을 가졌기에 실천적 행위는 하지 않을지라도, 극도의 정신적 긴장 속에서 골똘한 생각을 하며, 타고난 정신적 능력을 발휘할 수 있는 자로 여겨졌다. 이것은 당시 서양에서 막 태어난 근대적 주체의 고통과 방향 상실, 심리적 공황을 나타내는 키워드로 여겨지기 시작했으며, 극단성과 이질성이 근대적 지식인의 내면성을 이해하는 중요한 요소로 등장하게 되었다. 피치노는 '모든 천재는 멜랑콜리하다'며, 멜랑콜리의 광기를 멜랑콜리의 고귀함으로 대치시켰다. 아리스토텔레스의 《여러 가지 문제들》에서의 발견뿐만 아니라 이미 당시의 사상가나 예술가 사이에서는 멜랑콜리는 천재성과 동일시되어 널리 인식되고 있었다.
그리하여 당시 피치노 자신뿐 아니라, 뒤러, 미켈란젤로, 칸트 등도 자신을 멜랑콜리 '환자'로 여기기 시작했다. 멜랑콜리는 괴테의 베르테르의 병이나 세기말의 데카당스로 이어졌으며, 세익스피어에 의해 그려진 햄릿이 대표적 멜랑콜리한 사람으로로 꼽힌다. 지배체제의 작은 균열로 여겨지던 멜랑콜리는 이후 예술의 신이 되어간다. 따라서, 오늘 날 멜랑콜리는 과거 ‘흑담즙병’의 유래에서 멀어지고, ‘한물간 범주’, ‘역사적 호기심 거리’에서부터 ‘자기도취적인 어둡고 슬픈 기분’을 나타내는 영향력 있는 일상어로 사용되고 있다.

## 멜랑콜리의 용례

### 영화
멜랑콜리의 묘약(2008)은 서로를 모르는 두 사람이 만나서 하루 동안 같이 시간을 보내게 되는 상황에서 어떤 일이 일어나는지 보여주면서 그들의 감정들을 정확히 전달해내며 외로우면서 꿈결 같은 분위기를 자아내고 있다. 한편, 멜랑콜리아 자체를 제목으로 한 영화 두 편이 있다. 필리핀의 오늘과 인간의 운명을 드라마틱하게 8시간이란 분량에 담아낸 멜랑콜리아 (2008)는 행복이란 실존하지 않는 개념에 불과한가란 의문에 답을 찾기 위해 몸부림치는 인물들의 모습을 그리고 있다.
멜랑콜리아 (2011)은 극도의 불안감과 우울함이 잠식한 내면의 정신세계를 결혼식과 멜랑콜리아라는 외계 행성의 지구 충돌 사건을 통해 아름다운 영상으로 묘사한다. 그러나 멜랑콜리를 떠올릴 때 가장 대표적인 영화는 바로 글루미 선데이(1999)다. 영화 속 배경지인 부다페스트의 음악은 너무 아름다워 사람을 죽인다는 말까지 있을 정도이다. 이야기가 진행되는 내내 흐르는 같은 제목의 노래는 ‘죽음은 꿈'이라며 인간이 각자 가진 존엄성을 가지고 살지 못할 바엔 죽음을 택하게 한다. 영화 속 주인공들의 특이한 관계 형성과 자살을 택하는 사람들의 모습이 충격적으로 다가온다.

### 도서

#### 멜랑콜리 미학-사랑과 죽음 그리고 예술
영화 글루미 선데이를 기본 줄기로 우리의 삶 속에서 존재하는 예술과 철학의 의미를 고찰한 책이다. 영화에 등장하는 특이한 사랑법을 논하는 과정에서 발견되는 멜랑콜리에 주목하며, 멜랑콜리에 관한 미학적 성찰이라기보다는 사랑과 죽음이 교차하는 심미적 감정이자 서구 예술 전체를 지배하는 근본 정조로서의 멜랑콜리를 탐구하는 과정이라고 할 수 있다.
사랑은 인간을 ‘인간답게’ 만들어주는 가장 중요한 행위이며, 자기 집착에서 벗어나 타자를 자신 안에 품는 고통스런 과정을 통해 성숙하게 하는 한편, 죽음의 상실감을 인내하고 인간의 한계에 의연해지는 법을 가르쳐 한층 고양된 존엄성과 자유를 얻게 한다. “죽을 수밖에 없는 인간이 죽지 않”기 위해 찾은 길이 바로 ‘사랑’이지만 정확히 말해, ‘사랑’하는 ‘타인’을 위한 ‘자기 상실’로서의 희생이다.
그러나 자기 내부에 잉태된 미래의 타자에게 자신의 피와 양분을 공급하면서 우리는 필연적으로 고통, 흥분, 일렁임, 고독, 우울을 겪게 된다. 즉, 사랑을 경험하면서 우리는 비로소 슬픈 존재, 멜랑콜리커가 된다. 게다가 지상의 사랑은 결국 이별과 죽음을 만나게 되어 있다. 삶에 죽음이 깃들듯 사랑의 내부에는 이미 이별이, 죽음이 자라고 있는 것이다. 죽을 줄 알면서 살아가고 이별할 줄 알면서 사랑하는 우리는, 타자를 품기 위해 자기 상실의 고통을 견뎌야 하는 우리는, 모두 슬픈 운명을 타고난 멜랑콜리커다. 이 책은 예술과 철학이 어떤 방식으로 우리 안에 감춰진 죽음에 대한 공포와, 자기를 파괴함으로써 타인을 받아들이는 사랑의 고통을 이해하고 이겨낼 수 있도록 돕는지 설명한다.

#### 멜랑콜리의 색깔들
14세기 중세 프랑스의 문학과 감성을 주제로 하고 있다. 선조들보다 더 멀리 본다고 의기양양하던 12~13세기와는 달리, 화려했던 한때가 가고 스스로를 보잘것없는 후손이자 날 때부터 이미 늙어버린 아이라 여겼던 때를 다뤘다. 이 책은 프랑스의 중세학자 자클린 세르킬리니툴레는 멜랑콜리라는 프리즘을 통해 중세 프랑스인들은 14세기를, 엄밀히 1300년에서 1415년에 이르는 시기를 갖가지 층위에서 조망하며 어떻게 인식했고 어떻게 책을 대했는지를 살피면서 멜랑콜리의 시대라고 강조한다. 물론 이 얇은 책에서 멜랑콜리에 대한 명확한 정의가 나오는 건 아니지만‘문학의 겨울’,‘위기감에 사로잡힌 한 사회의 전반적인 분위기’,‘한 시대가 겪었던 물질적 정치적 사상적인 불안과 위기에 대한 문학 차원의 모색과 반응’ 등으로 멜랑콜리를 이해해도 무방할 것이다.

#### 명랑한 멜랑콜리
한민주의 첫 평론집으로, 멜랑콜리를 정신 병리학적 현상인 우울증이 아니며 자본주의 사회가 부과하는 정서적 아픔이기는 하지만, 부조리한 세상에서 살아가고 있는 인간 조건의 한계를 극복하려는 예술가들의 잠재력과 창조적 에너지가 된다고 보고 있다. 그리하여 멜랑콜리는 자아와 타자를 위로하는 삶의 형식으로서 밝고 명랑할 수 있다고 생각하며 세계 속에서 폄하되는 멜랑콜리를 격상시킨다.

#### 멜랑콜리 즐기기
우울증, 상실, 슬픔 등 있을 수 있는 다양한 감정을 '행복의 적'으로 여기며 행복에 대한 과도한 집착에 빠져있는 고정관념에 문제를 제기하고 있다. 즉, 상실의 감정과 우울한 정서를 포함하는 멜랑콜리야말로 사람과 문화를 이끌어가는 필수 요소라고 주장한다. 저자 에릭 G. 윌슨은 행복을 위해 현실을 직시하면서 최선을 다해 살아간다는 사람들이 상당히 예측 가능한 선에서만 움직이며 만족의 통념에 스스로를 가둔 채 살아가는 것을 지적했다. 사전적으로 ‘우울’ 혹은 ‘상실과 슬픔의 정서’로 정의되는 멜랑콜리는 행복의 필수 요소이다. 또한, 아름다움을 아름다움으로 받아들이는 것은 멜랑콜리의 감각에서만 가능하다. 세상 모든 것이 썩거나 죽을 수밖에 없다는 현실을 받아들여야 하기 때문이다. 따라서 그는 멜랑콜리란 ‘여기에서 한 걸음 더 내딛으려는 노력’이라고 새롭게 정의한다.
즉, 현재의 주어진 상황에 만족해 머물기보다는, 적극적으로 타개하려는 것이라고 말한다. 그렇기 때문에 멜랑콜리를 근절하고 ‘고통 없는 즐거움’에 탐닉하는 것은 위험하다고 경고한다. 우선 눈앞의 현실에 눈을 감게 되고, 기쁨과 슬픔이라는 두 대극적 요소들 사이에서 펼쳐지는 끔찍하면서도 풍부한 삶의 드라마에 등을 돌린 채 살게 되기 때문이다. 그것은 결국 인간의 정신을 고여 있는 늪이나 역동성이라고는 찾아볼 수 없는 황무지처럼 만든다. 말 그대로 순종적 존재로 퇴보시키는 것이다. 슬픔의 정서, 멜랑콜리의 가치를 되찾아 우리가 진정으로 우리가 될 수 있는 길인 멜랑콜리를 받아들여야 한다고 주장한다.

#### 우리는 왜 우울할까
현대의학의 편의주의를 비판하며 인간 내면을 탐구하는 일을 정신 위생이라고만 간주하는 시선 자체를 문제라고 지적한다. 사회가 인간의 삶을 기계적 관점에서 볼수록 우울증은 더 만연하기 쉽고 이렇게 만들어진 우울증 개념은 버려야 한다. 우울증을 복잡하고 다양한 사람의 이야기에서 유래된 일단의 증상으로 봐야 한다. 비록 때로는 의식하지 못할지라도 이 이야기들 속에는 이별과 상실의 경험이 포함될 것이다. 이런 경험에 어떻게 반응해왔는지 이해하기 위해서 올바른 개념 도구를 갖출 필요가 있는데, 우울증은 다양한 정신 상태를 아우르는 모호한 용어이므로 애도와 멜랑콜리라는 좀 더 정확한 개념을 통해 인간 삶의 일부인 상실에 어떻게 대처하고 어떻게 실패하는지를 밝히는 데 도움을 줄 수 있다.

### 회화

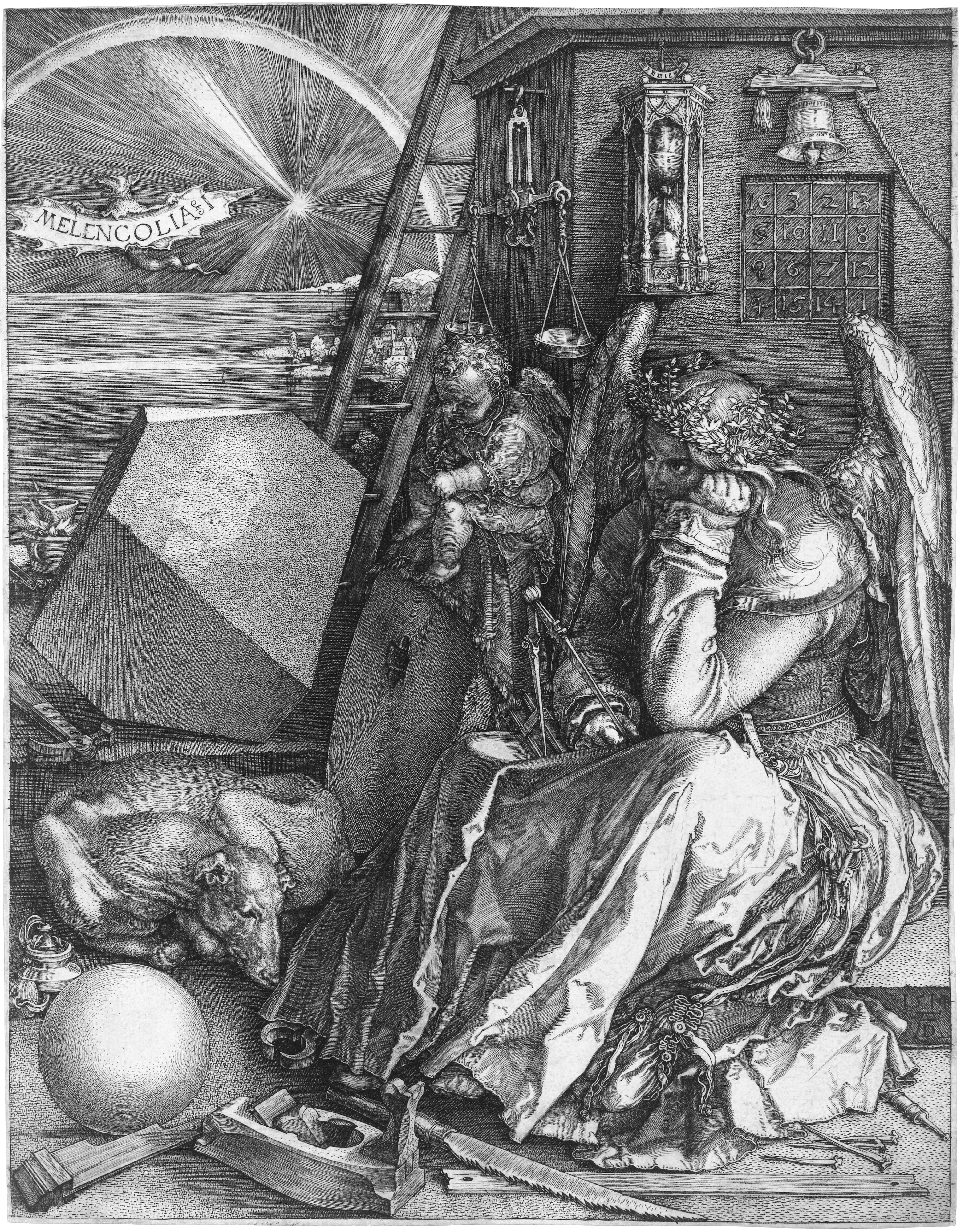
‘알브레히트 뒤러’의 《멜랑콜리아 I》

‘알브레히트 뒤러’의 《멜랑콜리아 I》은 작가가 자신의 탁월한 기술과 지적 교양을 상징화한 것으로 수수께끼 같은 상징적 기물들로 가득 차 있다. 작품의 핵심적 요소는 턱을 괴고서 생각에 잠겨 있는 날개 달린 여성이다. 여성은 컴퍼스를 들고 무언가를 골똘히 생각하고 있는데, 무력감에 젖은 듯 바닥에 앉아 있으나 두 눈만은 형형하게 빛나고 있다. 수수께끼를 더하는 것은 벽에 쓰여 있는 가로 네 칸 세로 네 칸의 마방진이다. 건축과 목공에 연관된 사물은 수학과 밀접하게 관련되는데, 수학적 질서를 재료에 부여하면 도구나 건물이 만들어지듯 혼돈에 질서를 부여해 창조적인 예술가의 활동을 형상화한 것으로 볼 수 있다.
가장 일반적인 작품 해석은 작품의 제목과 작품 속에서도 날개를 펼쳐 하늘을 가로지르는 박쥐에 적혀 있는 단어에 바탕을 둔 것이다. 작품의 인물은 세계의 법칙과 질서를 과학적으로 획득하기 위해 고군분투하는 천재적 예술가의 초상이자 알레고리 상으로 해석될 수 있으며, 우주의 오묘한 질서와 미의 법칙에 온전히 도달할 수 없다는 것을 알면서도 그것을 추구하기에 깊은 좌절에 빠져있는 것으로 볼 수 있다. 이러한 면에서 작품은 뒤러의 정신적인 초상이면서 한 편으로는 예술가라는 존재의 일반적인 자화상으로 해석되어 왔다.
노르웨이 화가, 에드바르 뭉크는 자신의 간접적인 자화상을 작품 멜랑콜리를 통해 탄생시켰다. 그는 ‘사실상 나의 예술은 내 자유의지가 낳은 고백이자, 인생에 대한 관조를 명료하게 드러내려는 시도와 다름없다. 근본적으로 그것은 내 자의식의 표출이다. 하지만 내 작품을 통해 다른 사람들 역시 나처럼 자신의 인생을 명료하게 관조할 수 있기를 바라마지않는다.’라는 말을 남겼다. 그에게는 삶과 죽음 그리고 사랑에 대한 주제는 각별했던 것 같다.
고갱도 같은 제목의 작품을 남긴바 있다. 화가 반 고흐는 ‘절망에 무릎을 꿇는 대신 적극적인 멜랑콜리를 선택하기로 했다. 슬픔 때문에 방황하게 되는 절망적인 멜랑콜리 대신 희망을 갖고 노력하는 멜랑콜리를 택한 것이다.’라는 말을 남겼다. 결국 반 고흐도 절망적인 멜랑콜리를 이기지 못하고 자살했지만, 사는 동안에는 적극적이고 희망적인 멜랑콜리를 추구하며 많은 작품을 남겼고, 그가 세상을 떠난 지 100년이 넘은 지금까지 큰 사랑을 받고 있다. 작가들은 가장 참기 힘든 고통인 무의미한 고통에 압도되지 않은 아름다운 작품을 통해 자신의 고통을 이해하고 받아들이고 인내할 수 있는 법을 익히게 한다.

### 음악
전설의 영국 락밴드 ‘퀸’의 ‘뉴스 오브 더 월드’의 마지막 트랙곡인 ‘마이 멜랑콜리 블루스’라는 노래가 유명하다. 찬바람이 불고 불빛이 바람 따라 흩어지는 겨울 밤, 무언가 마음이 허하다고 느껴질 때 위로가 된다고 한다. 가라앉는 느낌, 뜨뜻미지근함, 어둡고 음울한 마음 등으로 멜랑콜리를 묘사했다. 비틀즈의 멤버 존 레논도  자신 내부의 멜랑콜리한 외침을 당당하게 표출하면서 비틀즈 시절의 낡은 꿈을 버리고 새로운 이상과 더 멋진 음악을 찾을 수 있었다. 베토벤이 고통과 지병을 창작의 불씨로 삼았던 것도 같다. 한편, 독일인 류티스트 ‘요아함 헬트’가 연주하는 ‘메리 멜랑콜리’라는 곡이 있다. 다분히 감성적인 측면이 강조되었고 악상을 자유롭게 이끌어 간다.
한국에는 멜랑콜리 스튜디오라는 밴드가 있다. 행복한 순간을 위해 작업실에서 겪어나가야 할 우울한 과정을 의미하는 동시에 역설적으로 그러한 우울함이 곧 행복이라는 뜻을 가진 이름이다. 2005년에 공식적인 인디 밴드 활동을 시작한 남성 4인조 팝 밴드이다.

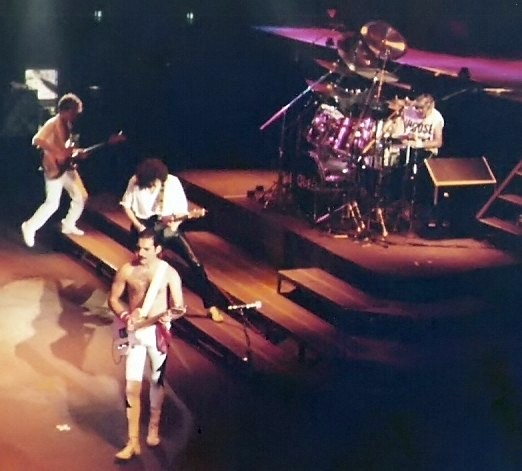
퀸
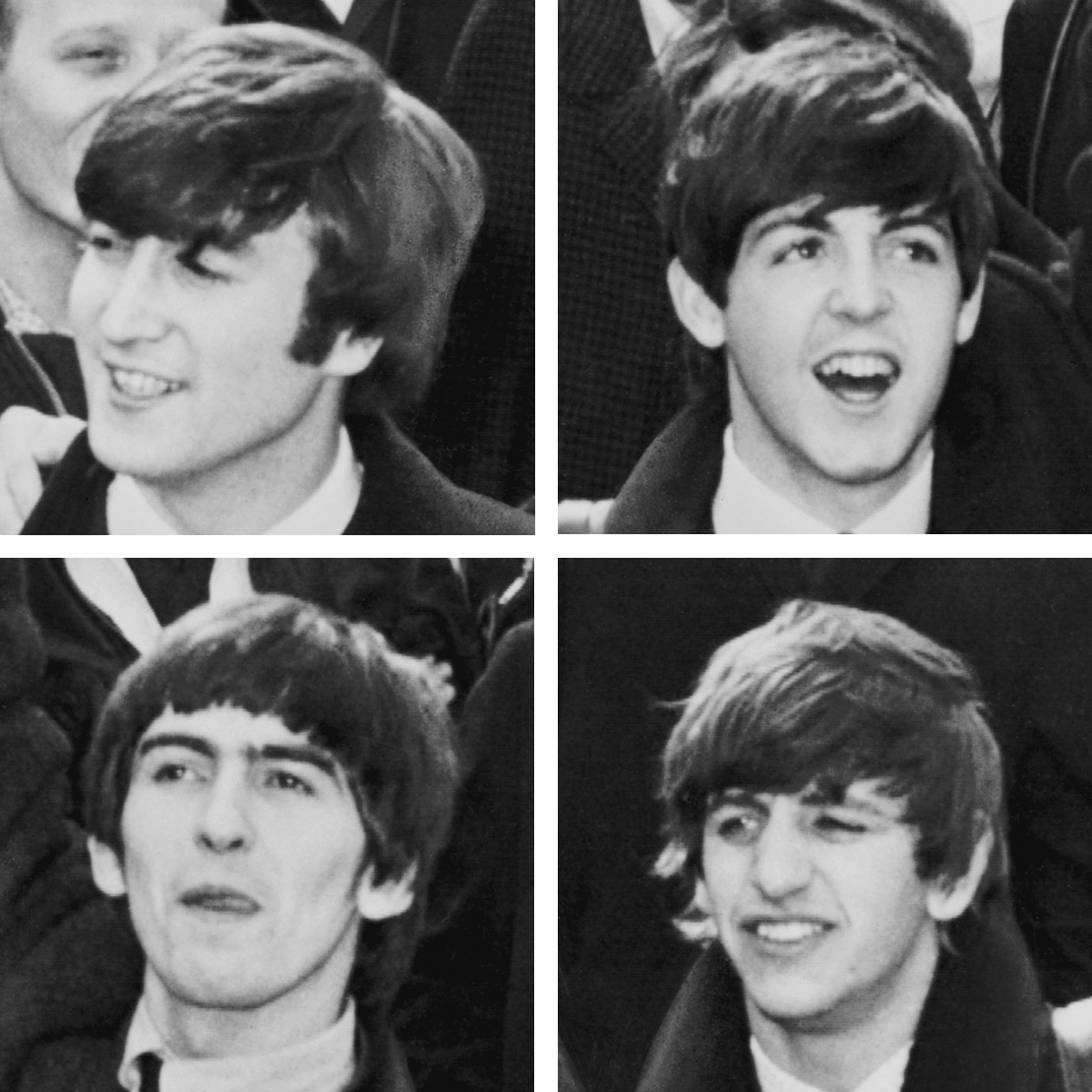
비틀즈

## 같이 보기
- 불안감